# 순열 (후한)
순열(荀悅, 148년 ~ 209년)은 중국 후한 말의 사학자, 정론가, 사상가이다. 자는 자는 중예(仲豫)이다. 12살에 춘추에 통달할 정도로 뛰어난 재능을 가졌으나 몸이 약해 세상에 나가기 싫어했으며 후한 영제 때 십상시의 횡포를 보고 은거하여 독서와 학문에 열중했다. 후한 헌제 때 승상 조조의 부름으로 헌제를 모셨다. 그의 저서로는 신감(申鑒), 한기(漢紀), 숭덕(崇德), 정론(正論) 등이 있다.

## 같이 보기
- 삼국지 인물 목록